# Насекин, Фёдор Фёдорович
Фёдор Фёдорович Насекин (17 июля 1919, Каменка-Днепровская, Запорожская область — 8 апреля 1995, Никополь, Днепропетровская область) — советский военнослужащий, участник Великой Отечественной войны, полный кавалер ордена Славы, командир взвода связи 216-го гвардейского стрелкового полка, гвардии старший сержант — на момент представления к награждению орденом Славы 1-й степени.

## Биография
Родился 17 июля 1919 года в городе Каменка-Днепровская Запорожской области. Окончил 5 классов. Работал на обувной фабрике.
В Красной Армии с 1940 года. На фронте в Великую Отечественную войну с июня 1941 года. В боях под городом Миллерово[уточнить] красноармеец Насекин, будучи раненым, попал в плен к гитлеровцам, совершил побег. Вновь в действующей армии с июня 1944 года.
Командир отделения связи 216-го гвардейского стрелкового полка гвардии старший сержант Насекин при форсировании реки Висла под огнём противника проложил по дну телефонный кабель и обеспечил связью командование полка с подразделениями на захваченном плацдарме. За период с 14 по 20 января 1945 года в боях в районе деревни Цецылювка он устранил около 25 порывов на линиях связи, обеспечил бесперебойное управление подразделениями полка. Участвуя в бою, уничтожил семерых противников.
Приказом командира 79-й гвардейской стрелковой дивизии от 23 февраля 1945 года за мужество, проявленное в боях с врагом, гвардии старший сержант Насекин награждён орденом Славы 3-й степени.
4—10 февраля 1945 года в боях при форсировании реки Одеры в районе города Гёритца обеспечивал связь командования полка с подразделениями, устранил большое количество порывов на линиях.
10 февраля 1945 года, будучи контуженным, поля боя не покинул, продолжал выполнять задачу и уничтожил до десяти противников.
Приказом по 8-й гвардейской армии от 31 марта 1945 года гвардии старший сержант Насекин награждён орденом Славы 2-й степени.
Командир взвода связи того же полка Насекин в боях в районе населённого пункта Альт-Подельциг организовывал устойчивую связь командования полка с батальонами и ротами, своевременно устранял порывы на линии. В бою у населённого пункта Долгелин гранатами подавил две пулемётные точки, уничтожил четверых пехотинцев, находившихся в блиндаже.
Указом Президиума Верховного Совета СССР от 15 мая 1946 года за мужество, отвагу и героизм гвардии старший сержант Насекин Фёдор Фёдорович награждён орденом Славы 1-й степени.
В 1946 году демобилизован. Жил в городе Никополь Днепропетровской области. Работал мастером-обувщиком в комбинате бытового обслуживания.
Награждён орденами Славы 1-й, 2-й и 3-й степени и Отечественной войны 1-й степени, медалями.
Умер 8 апреля 1995 года.